# فرایشت
فرایشت (به آلمانی: Freist) یک منطقهٔ مسکونی در آلمان است که در گرب‌اشتت واقع شده‌است. فرایشت ۳۵۳ نفر جمعیت دارد.